# As Grandes Interpretações de Barbra Streisand
As Grandes Interpretações de Barbra Streisand é uma coletânea musical da cantora e atriz estadunidense Barbra Streisand. Lançada exclusivamente no Brasil, em 1968 (em mono), pela gravadora CBS, reúne doze canções lançadas previamente em álbuns de estúdio de Streisand.
A coletânea traz algumas canções inéditas em um fonograma brasileiro da cantora, uma vez que alguns de seus primeiros discos não chegaram a ser editados no país. Após o primeiro álbum, intitulado The Barbra Streisand Album, seu segundo lançamento brasileiro foi People, de 1964. Dessa forma, faixas dos álbuns The Second Barbra Streisand Album (1962) e The Third Album (1963), só poderiam ser adquiridas através de discos importados. 
A foto utilizada na capa do álbum é a mesma do disco de 1966 de Streisand, intitulado Je m'appelle Barbra, que traz a cantora prestando homenagem a música e artistas franceses. A fotografia é de Richard Avedon, duas fotos dessa sessão apareceram na edição de dezembro de 1965 da revista Harper's Bazaar.
Concomitantemente, um compacto duplo também intitulado As Grandes Interpretações de Barbra Streisand, foi lançado no mesmo ano e possuía quatro faixas, a saber: "People", "Cry me a river", "A Taste of Honey" e "As Time Goes By" O álbum foi lançado posteriormente nos formatos K7 e CD.
A recepção dos críticos especializados em música foi favorável. O álbum recebeu uma cotação de "muito bom" do periódico O Jornal. O crítico do jornal O Estado de Florianópolis o considerou ideal "para quem gosta da boa música norte americana". O jornalista Sylvio Malheiros indicou o disco na seção "Som & Imagem", do jornal A Cruz. Haroldo Costa, do Diário de Notícias, escreveu que como as canções advém de diferentes fases da artista, é possível notar suas diversas nuances como intéprete. Segundo ele, a cantora consegue ir "com tranquilidade de um gênero para outro", e afirmou que "a colocação de sua voz, a dramaticidade que impõe quando necessário", são alguns dos trunfos que a conduziram ao sucesso.
Comercialmente, o álbum tornou-se um sucesso no país. Na parada musical do jornal paulista Cidade de Santos atingiu a posição de número 8 como o mais vendido da semana. Em 1970, apareceu na posição de número 35 da lista da Nopem dos "50 L.P. C.S e C.D." mais vendidos no Brasil daquele ano.

## Lista de faixas
- Créditos adaptados da contracapa do LP As Grandes Interpretações de Barbra Streisand, de 1968.[12]

| N.º | Título                                                     | Compositor(es)                                      | Álbum original                    | Duração |  |
| 1.  | "Free Again"                                               | R. Colby / M. Jourdan / A. Canfora / J. Baselli     | Je m'appelle Barbra               | 3:43    |  |
| 2.  | "Yesterdays"                                               | Otto Harbach, Jerome Kern                           | Color Me Barbra                   | 3:05    |  |
| 3.  | "My Melancholy Baby"                                       | Ernie Burnett, George A. Norton, Maybelle E. Watson | The Third Album                   | 3:02    |  |
| 4.  | "As Time Goes By"                                          | Herman Hupfeld                                      | The Third Album                   | 3:46    |  |
| 5.  | "The Shadow of Your Smile" (Love Theme from The Sandpiper) | P.F. Webster / J. Mandel                            | My Name Is Barbra, Two...         | 2:45    |  |
| 6.  | "Second Hand Rose"                                         | G. Clarke / J.F. Hanley                             | My Name Is Barbra, Two...         | 2:09    |  |
| 7.  | "People"                                                   | Bob Merrill, Jule Styne                             | People                            | 3:40    |  |
| 8.  | "Cry me a River"                                           | A. Hamilton                                         | The Barbra Streisand Album        | 3:37    |  |
| 9.  | "A Taste of Honey"                                         | R. Marlow; B. Scott                                 | The Barbra Streisand Album        | 2:51    |  |
| 10. | "My Coloring Book"                                         | Kander e Ebb                                        | The Second Barbra Streisand Album | 4:11    |  |
| 11. | "My Name is Barbra"                                        | Leonard Bernstein                                   | My Name Is Barbra                 | 0:53    |  |
| 12. | "Gotta move"                                               | Peter Matz                                          | My Name Is Barbra                 | 2:01    |  |

## Tabelas

### Tabelas anuais
| Tabela musical (1970) | Posição |
| --------------------- | ------- |
| Brasil (Nopem)        | 35      |